# Double Trouble (serie televisiva 2008)
Double Trouble è una serie televisiva per ragazzi ambientata in Australia.

## Trama
Racconta di due sorelle gemelle che, pensando di essere figlie uniche, si incontrano per caso a Sydney, a causa di un viaggio di lavoro del padre.
Decidono così di scambiarsi i ruoli per un solo giorno ma per un imprevisto sono costrette a convivere una col papà e una con la mamma per un'intera settimana.
Con una scusa però si ricongiungono e possono mostrare ai due genitori che sono in due, anche loro infatti erano all'oscuro di tutto a causa del fatto che una tradizione australiana impediva di avere due gemelli così i nonni materni diedero una figlia a un genitore dicendo al padre che la madre era morta durante il parto e alla madre che il padre era andato via per sempre.

## Cast e personaggi
- Cassandra Glenn: Yuma
- Christine Glenn: Kyanna
- Lisa Flanagan: Freda
- Myles Pollard: Henry
- Aaron Pedersen: Kelton
- Basia A'Hern: Sasha
- Sam Parsonson: Max
- James Fraser: Heath
- Lillian Crombie: Milly
- Jenny Apostolou: Roz
- Tom E Lewis: Jimmy
- Tyrone Wallace: Aaron
- Letitia Bartlett: Iona
- Marcella Remedio: Lavinia